# Youcef Attal
Youcef Attal (sinh 17 tháng 5 năm 1996) là một cầu thủ bóng đá Algérie thi đấu cho câu lạc bộ Ligue 1 Nice, và đội tuyển quốc gia Algérie.
Ngày 1 tháng 6 năm 2017, Attal được triệu tập lần đầu tiên vào Đội tuyển bóng đá quốc gia Algérie thi đấu trận giao hữu trước Guinée và vòng loại Cúp bóng đá châu Phi 2019 trước Togo.

### Bàn thắng quốc tế
Bàn thắng và kết quả của Algérie được để trước.
| #  | Ngày                 | Địa điểm                           | Đối thủ | Bàn thắng | Kết quả | Giải đấu           |
| -- | -------------------- | ---------------------------------- | ------- | --------- | ------- | ------------------ |
| 1. | 18 tháng 11 năm 2018 | Sân vận động Municipal, Lomé, Togo | Togo    | 2–0       | 4–1     | Vòng loại CAN 2019 |

## Danh hiệu
Paradou AC
- Algerian Ligue Professionnelle 2: 2016–17